# Budapesti Vasutas Sport Club
El Budapesti Vasutas Sport Club és un club esportiu hongarès de la ciutat de Zugló, Budapest.

## Història

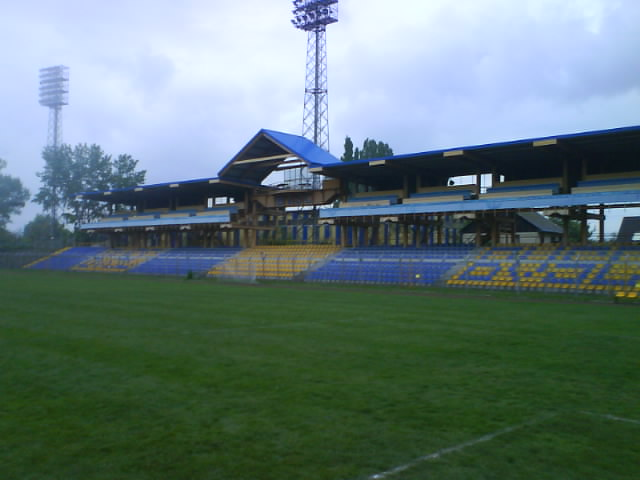
Szőnyi úti Stadion

El club va ser fundat el 1911. La secció de futbol fou tancada el 2001, però les altres seccions continuen vives, com tennis de taula, lluita i waterpolo.
La secció de tennis taula guanyà la Copa d'Europa el 1980.
La secció de futbol fou dos cops finalista de la Copa hongaresa els anys 1996 i 1997 i segon classificat a la lliga el 1996. El 18 de juliol de 2012, BVSC creà un equip sènior de futbol en categories inferiors.
Evolució del nom:
- 1911 Budapesti VSC
- 1914 Konzum
- 1946 Budapesti Lokomotiv
- 1954 Budapesti TSE
- 1956 Budapesti VSC
- 1990 BVSC Mavtransped
- 1992 BVSC Novép
- 1993 BVSC Dreher
- 1997 BVSC Zugló
- 1998 Budapesti VSC

## Esportistes destacats
- Gábor Gergely, campió del món de tennis taula
- Ferenc Kiss, lluitador i entrenador